# Diego Marconi
Diego Marconi (Torino, 10 giugno 1947) è un filosofo italiano.
Professore ordinario di Filosofia del linguaggio all'Università di Torino, ha studiato con Luigi Pareyson a Torino e con Nicholas Rescher, Wilfrid Sellars e Richmond H. Thomason a Pittsburgh, dove ha scritto la sua tesi di Ph.D. su Hegel. Noto per i suoi contributi sul pensiero di Wittgenstein, tra cui la tesi di laurea, è stato tra i primi in Italia a promuovere la collaborazione dei filosofi con informatici e scienziati cognitivi. In questo campo ha presentato diversi risultati, specie riguardo al problema dell'analisi del linguaggio. Su questi temi ha pubblicato Lexical Competence (MIT Press, 1997) e Filosofia e scienza cognitiva (Laterza, 2000). Ha curato con Maurizio Ferraris la nuova edizione della Enciclopedia filosofica Garzanti ed è stato presidente della Società Italiana di Filosofia Analitica (SIFA) e membro fondatore della European Society for Analytic Philosophy (ESAP).
Ha due figlie: Sara Marconi, scrittrice, e Laura Marconi, musicista.   

## Opere

### Saggi
- Il mito del linguaggio scientifico. Studio su Wittgenstein, Milano, Mursia, 1971;
- Dizionari e enciclopedie, Torino, Giappichelli, 1982 (2ª ed. accresciuta, 1986);
- L'eredità di Wittgenstein, Roma-Bari, Laterza, 1987 (poi Lampi di Stampa, 1999);
- Lexical Competence, MIT Press, 1997 (trad. it. La competenza lessicale, Roma-Bari, Laterza, 1999);
- La filosofia del linguaggio. Da Frege ai giorni nostri, Torino, Utet, 1999;
- Filosofia e scienza cognitiva, Roma-Bari, Laterza, 2001;
- Per la verità. Relativismo e la filosofia, Torino, Einaudi, 2007;
- Verità, menzogna (con Roberto Vignolo), Trento, Il Margine, 2014;
- Il mestiere di pensare. La filosofia nell'epoca del professionismo, Torino, Einaudi, 2014.

### Curatele
- La formalizzazione della dialettica: Hegel, Marx e la logica contemporanea, Torino, Rosenberg & Sellier, 1979.
- Guida a Wittgenstein: Il «Tractatus», dal «Tractatus» alle «Ricerche», Matematica, Regole e Linguaggio privato, Psicologia, Certezza, Forme di vita. Saggi di M. Andronico, R. Casati, P. Frascolla, D. Marconi, M. Messeri, L. Perissinotto, A. Voltolini, Roma-Bari, Laterza, 1997.
- Filosofia analitica (1996-1998). Prospettive teoriche e revisioni storiografiche (con Michele Di Francesco e Paolo Parrini), Milano, Guerini e associati, 1998.
- Knowledge and meaning. Topics in Analytic Philosophy, Vercelli, Mercurio, 2000.
- Scritti sulla tolleranza (John Locke), Torino, UTET, 2005.

### Saggi su Marconi
- Il significato eluso. Saggi in onore di Diego Marconi (a cura di Marilena Andronico, Alfredo Paternoster e Alberto Voltolini), numero monografico della «Rivista di estetica», 34/1, 2007.